# Stephanie Herseth Sandlin

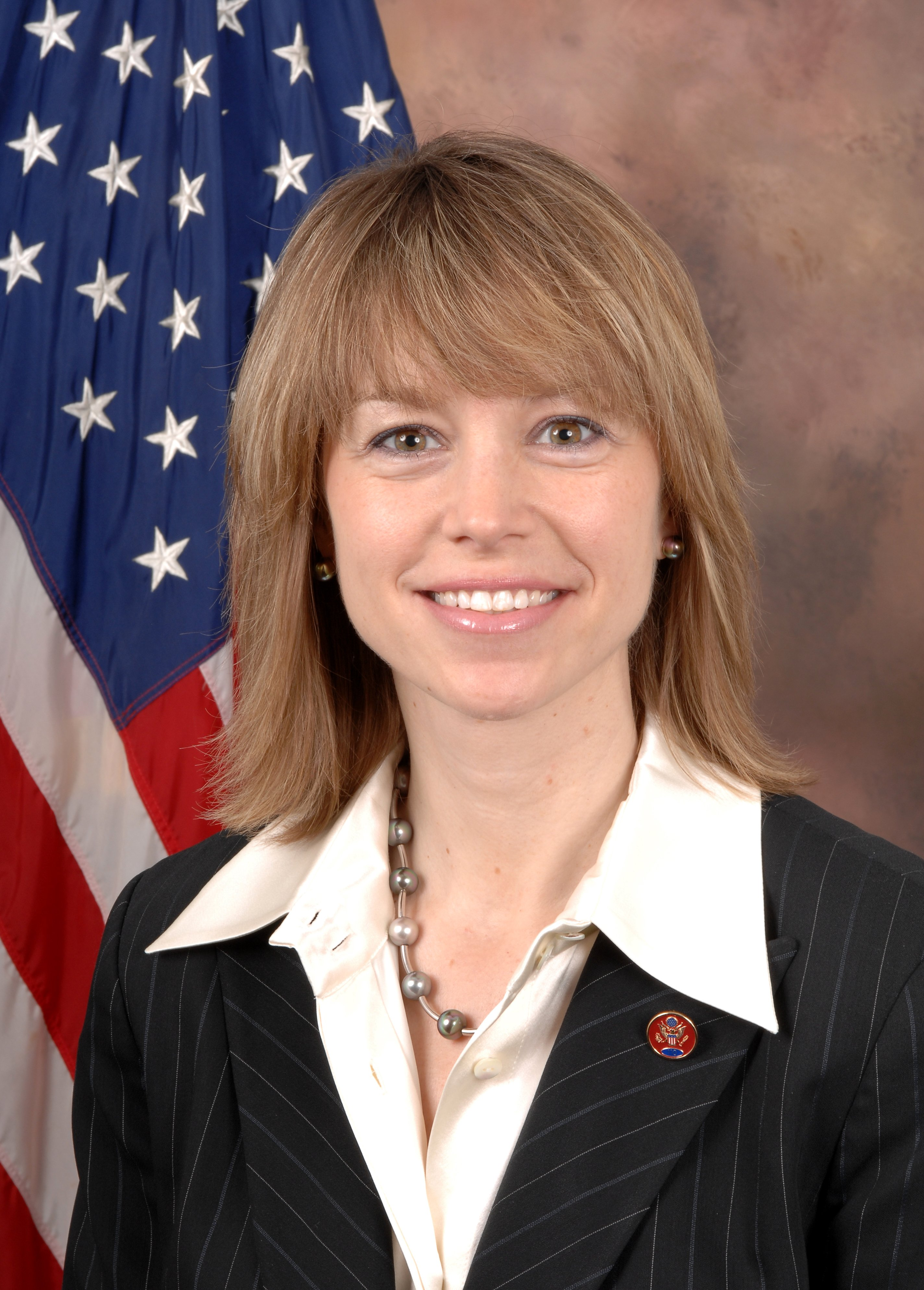
Stephanie Herseth Sandlin

Stephanie Herseth Sandlin, född 3 december 1970 i Brown County i South Dakota, är en amerikansk demokratisk politiker. Hon representerade South Dakota i USA:s representanthus 2004–2011. Delstaten har bara ett mandat i representanthuset.
Hon avlade 1997 juristexamen vid Georgetown University. Hon kandiderade 2002 till representanthuset men förlorade mot republikanen Bill Janklow. Janklow avgick 2004 och Stephanie Herseth besegrade knappt republikanen Larry Diedrich i fyllnadsvalet 1 juni 2004. Hon omvaldes senare samma år med något bredare marginal och i mellanårsvalet i USA 2006 fick hon en jordskredsseger.
Hon gifte sig 31 mars 2007 med Max Sandlin, en före detta kongressledamot från Texas. Han representerade Texas 1:a distrikt i representanthuset 1997–2005. De har ett barn.
Stephanie Herseth Sandlin är lutheran av norsk härkomst. Hennes farfar Ralph Herseth var guvernör i South Dakota 1959–1961.